# WYSE International
WYSE (World Youth Service Enterprise) (Всемирная Организация для Молодежи) это всемирная образовательная благотворительная организация, специализирующаяся на образовании и развитии новых лидеров. Основанная в 1989 году, она является Негосударственной Организацией (НГО), связанной с Департаментом ООН по Общественной Информации. Организация базируется в Лондоне и имеет филиалы в Италии, Бразилии, Японии, Нидерландов и всемирную сеть выпускников в более чем 115 странах. Организация работает на добровольных началах, а её тренеры — профессиональные психологи, тренеры по развитию лидерства, педагоги и бизнесмены.
WYSE ставит своей целью «поддержку новых лидеров для глобальных изменений»:
Организация была создана в 1989 году группой педагогов и психологов во главе с Мэрилин Фелдберг как некоммерческая образовательная организация. Они организовали первый международный проект в 1989 году в Кельми, Уэльс.
В 1992 году организация была переименована WYSE International поставив новую цель — объединить молодых людей из разных стран мира, которые заинтересованы внести свой вклад в деятельность организации. Эндрю Макдауэлл, нынешний директор WYSE International, возглавил организацию, сосредоточив внимание на развитии лидерства, и вместе с группой педагогов, психологов и профессионалов разных национальностей создал первую Международную программу лидерства.
В 1996 году WYSE была зарегистрирована как благотворительная организация в Великобритании под номером (UK Charity): 1053940, с задачей вести благотворительную и консультационную работу как на национальном так и на международном уровне.
В 1998 году WYSE была признана неправительственной организацией, официально связанной с Департаментом общественной информации Организации Объединенных Наций.
Со временем организация стала все более сосредоточенa на развитии лидерских качеств и воспитании в новых зарождающихся лидерax таких навыков как servant leadership and visionary leadership.
- WYSE International official website
- WYSE International Youtube channel
- Blog from participant

1. ↑  United Nations Архивировано 24 июля 2012 года.. Accessed 29 July 2012
2. ↑  United Nations NGO Branch Архивная копия от 7 января 2014 на Wayback Machine. Accessed 29 July 2012
3. ↑  About WYSE, WYSE International Website Архивная копия от 7 января 2014 на Wayback Machine. Accessed 29 July 2012